# Nachal Katija
Nachal Katija (hebrejsky: נחל קטיע) je krátké vádí v severním Izraeli.
Začíná v nadmořské výšce okolo 400 metrů v pohoří Karmel, na východním okraji haifské čtvrti Hod ha-Karmel, severně od vrchu Har Tlali a na něm stojícího areálu Haifské univerzity. Vádí směřuje k východu a prudce klesá po zalesněných svazích. Paralelně s ním vede lokální silnice 705. Vádí míjí hřbitov a povrchový lom a na jižním okraji města Nešer ústí zleva do vádí Nachal Nešer.